# Omphalotaceae
Famille
Synonymes
- Marasmiaceae (préféré par BioLib)[2]

Les Omphalotacées (en latin Omphalotaceae) étaient une famille obsolète de champignons basidiomycètes de l'ordre des Agaricales. Elle ne comprenait que le genre Omphalotus qui regroupe un petit nombre d'espèces jadis classées dans les clitocybes, pleurotes, lentins, lampteromyces etc. qui sont tous toxiques et dont certains sont bioluminescents.
La famille des Omphalotaceae, décrite A. Bresinsky in 1985 comme distincte des Ticholomataceae, a été parfois synonymisée aux Marasmiaceae.  Cependant l'analyse séquentielle de leur ADN par Moncalvo et al. en 2002, puis Matheny et al. en 2006 a conduit à leur reconnaissance par les auteurs modernes. Au sens actuel, elle regroupe les genres suivants : Anthracophyllum, Gymnopus, Lentinula, Marasmiellus, Mycetinis, Rhodocollybia, Omphalotus.

## Illustration
- Omphalotus nidiformis luminescent
- Pleurote "clair de lune" (Lampteromyces japonicus)

## Liste des genres
Selon MycoBank (19 mai 2018) :
- genre Anthracophyllum
- genre Caripia
- genre Gymnopanella
- genre Gymnopus
- genre Lentinula
- genre Marasmiellus
- genre Mycetinis
- genre Neonothopanus
- genre Omphalotus
- genre Rhodocollybia

Selon Catalogue of Life (19 mai 2018) :
- genre Anthracophyllum
- genre Connopus
- genre Gymnopanella
- genre Gymnopus
- genre Lentinula
- genre Marasmiellus
- genre Micromphale
- genre Mycetinis
- genre Neonothopanus
- genre Omphalotus
- genre Rhodocollybia

Selon NCBI (19 mai 2018) :
- genre Anthracophyllum
- genre Caripia
- genre Gymnopanella
- genre Gymnopus
- genre Hymenoporus
- genre Lentinula
- genre Marasmiellus
- genre Mycetinis
- genre Neonothopanus
- genre Omphalotus
- genre Rhodocollybia